# Ampycus
Ampycus is een geslacht van hooiwagens uit de familie Gonyleptidae.
De wetenschappelijke naam Ampycus is voor het eerst geldig gepubliceerd door Simon in 1879. 

## Soorten
Ampycus omvat de volgende 2 soorten:
- Ampycus granulosus
- Ampycus telifer